# Daniel de Ridder
Daniel de Ridder (Amsterdam, 6 maart 1984) is een Nederlands voormalig profvoetballer met een Nederlandse vader en een Israëlische moeder. Hij speelde doorgaans op een aanvallende positie. De Ridder kwam dertig keer uit voor Jong Oranje, waarmee hij Europees kampioen werd in 2006 en 2007.
Van 2016 tot 2018 was hij vaste analyticus bij het voetbalprogramma NOS Eredivisie op Vrijdag.

## Biografie
De grootouders van Daniel de Ridder behoorden tot de joodse minderheid in Iraaks Koerdistan die na de stichting van Israël gedwongen waren te vluchten naar Israël. Zijn moeder kwam in de jaren zestig naar Amsterdam waar ze de vader van Daniel leerde kennen, die net zoals zij een kunstenaar was. Het echtpaar kreeg twee kinderen; ze scheidden toen Daniel drie jaar oud was. Vanaf dat moment werd hij opgevoed door zijn moeder. In 1995 kwam hij terecht bij de jeugdopleiding van AFC Ajax en werd hij toegelaten op het Vossius Gymnasium in Amsterdam.

## Clubcarrière

#### Ajax
De Ridder kwam in 1995 bij de D1 van AFC Ajax. Hij speelde meestal rechtsbuiten, maar ook als linksbuiten of schaduwspits. Na de B1 sloeg hij de A2 over en voegde hij zich bij de A1 van Danny Blind, waarmee hij in 2002 kampioen van de Shell Junioren Eredivisie werd. In dat jaar haalde hij ook zijn eindexamen op het Vossius Gymnasium. Op 21 oktober 2002 debuteerde hij voor Jong Ajax, in een thuiswedstrijd tegen Jong Willem II in de Beloftencompetitie. Hij ondertekende op 6 februari 2003 een contract voor twee jaar bij Ajax.
Op 21 januari 2004 debuteerde De Ridder in de wedstrijd tegen Roda JC in het eerste van Ajax. De wedstrijd daarop mocht De Ridder debuteren in de eigen Amsterdam ArenA. Daarna, op 25 januari 2004, stond hij voor het eerst vanaf het begin in het veld. Hij werd zelfs tot Man Of The Match verkozen, met 52% van de stemmen. De Ridder veroverde een basisplaats en werd, mede door zijn Joodse afkomst, door het publiek op handen gedragen. Het eerste doelpunt van De Ridder voor Ajax 1 was op 15 mei 2004 in Tilburg tegen Willem II, in een wedstrijd die in 2-5 eindigde.
Ook debuteerde hij op 28 september 2004 in de UEFA Champions League en scoorde in de uitwedstrijd tegen Maccabi Tel Aviv.
In het daarop volgende seizoen kreeg De Ridder onder trainer Ronald Koeman een contractverlenging tot 2007, maar kwam - na tussentijds vertrek van Koeman - onder de nieuwe trainer Blind maar weinig aan spelen toe.
In mei 2005 werd in binnen- en buitenlandse kranten gemeld dat Olympique Lyonnais, Newcastle United, Tottenham Hotspur en Olympique Marseille interesse tonen voor De Ridder. Lokale TV (AT5) bericht dat bovendien enkele clubs uit de Spaanse Primera División De Ridder hoog op hun lijst hebben staan. Na enig geruzie met de technische leiding tekende de vleugelspeler en centraal middenvelder uiteindelijk op de laatste dag van de internationale transferperiode, 31 augustus 2005, een contract voor vijf jaar bij Celta de Vigo.

#### Celta de Vigo
Op 25 september 2005 maakte De Ridder zijn officiële debuut voor Celta de Vigo in de gewonnen wedstrijd tegen Sevilla FC, waarbij de Galicische club tijdelijk koploper wordt van de Primera División. Op 3 april 2006 scoorde De Ridder zijn eerste officiële doelpunt voor Celta de Vigo. Als invaller maakte hij het derde doelpunt in de gewonnen uitwedstrijd tegen Atlético Madrid en stond na de winterstop regelmatig in de basis bij Celta de Vigo o.a. tegen FC Barcelona, Valencia CF en CA Osasuna.
Met De Ridder in de gelederen plaatste Celta de Vigo zich voor Europees voetbal in het seizoen 2006-2007, door met het veroveren van de zesde plaats in de Primera División een UEFA Cup plaats af te dwingen.
De Ridder kwam wegens langdurig blessureleed in het seizoen 2006-2007 slechts driemaal in actie voor Celta de Vigo in de Primera División plus tweemaal in de UEFA Cup. Hij raakte aan het eind van het seizoen weer fit en werd alsnog door trainer Foppe de Haan opgeroepen voor de selectie van Jong Oranje voor het Europees kampioenschap voetbal onder 21 - 2006.
In overleg met het gedegradeerde Celta de Vigo werd zijn doorlopende contract ontbonden. Daarmee werd de aanvaller, die tijdens het Europees kampioenschap voetbal onder 21 - 2007 tot de uitblinkers in Jong Oranje behoorde, transfervrij.

#### Birmingham City
Begin juli 2007 tekende De Ridder een driejarig contract bij Birmingham City FC, dat uitkomt in de Engelse Premier League.
Hij debuteerde op 12 augustus 2007 in de 3-2 verloren uitwedstrijd tegen Chelsea. De Ridder verving Nafti in de tweede helft. Na korte tijd door een blessure te zijn uitgeschakeld, kwam hij terug als invaller in de uitwedstrijd tegen Manchester City. Op 28 augustus 2007 debuteerde De Ridder als basisspeler in de met 3-2 gewonnen thuiswedstrijd tegen Wigan Atletic, waarin hij werd uitgeroepen tot 'Man of the Match'. Eind juni werd zijn contract met wederzijdse instemming ontbonden.

#### Wigan Athletic
Op 1 juli 2008 tekende hij een driejarig contract bij Wigan Athletic FC. Bij The Latics speelde hij onder Steve Bruce nog regelmatig zijn wedstrijden in het eerste seizoen, maar toen Roberto Martinez in de zomer van 2009 de taken van Bruce overnam, raakte De Ridder op een zijspoor. Het eerste half jaar kwam de oud-Ajacied niet aan spelen toe en besloot in januari 2010 dat hij wilde vertrekken.
Hapoel Tel Aviv verloste De Ridder uit zijn lijden en nam de buitenspeler voor een half seizoen over op huurbasis. Na enkele weken als invaller het veld te betreden, wist de Amsterdammer een basisplaats te veroveren. De Ridder scoorde vier keer in dienst van de Israëlische ploeg en kwam twaalf keer in actie tijdens de competitie. Na al eerder kampioen te zijn geworden met Ajax, won de oud-Ajacied met Hapoel Tel Aviv de titel en de beker van Israël van het seizoen 2009/2010.

#### Grasshopper Club Zürich
Op 9 juli 2011 tekende De Ridder een tweejarig contract bij Grasshopper Club Zürich. Hier speelde De Ridder in totaal 22 wedstrijden, waarin hij drie doelpunten maakte.

#### sc Heerenveen
Op 23 augustus 2012 tekende De Ridder een contract bij sc Heerenveen voor 1 seizoen met een optie op nog een jaar. Hij werd gecontracteerd na een stage waarin hij een goede indruk achterliet.
Door een nekhernia speelde de aanvaller enkel tot en met januari mee met Heerenveen. Hij maakte zijn rentree in de Eredivisie op 2 september 2012 tegen Ajax, de club waar hij groot werd. Met doelpunten tegen NAC, PEC Zwolle en PSV maakte De Ridder een goede indruk. Hij gaf tevens meerdere assists, maar in de loop van het seizoen koos Marco van Basten ervoor om Filip Djuricic weg te halen achter de spits en op de positie van de Amsterdammer te zetten. De Ridder belandde daardoor op de bank, waarna hij het enkel met korte invalbeurten moest doen. Omdat De Ridder weinig perspectief bij Heerenveen zag, is er onderling besloten om de optie in zijn contract niet te lichten.

#### RKC Waalwijk
Nadat De Ridder enige tijd op proef was bij RKC Waalwijk tekende hij op 21 januari 2014 bij RKC een contract tot het einde van dat seizoen. Drie dagen later maakte De Ridder zijn officiële debuut voor RKC in de Eredivisie uitwedstrijd bij Heracles Almelo die met 2-1 werd verloren. De Ridder verving in de 64e minuut Sander Duits. Door een blessure moest De Ridder de wedstrijden in de play-offs om promotie/degradatie aan zich voorbij laten gaan. In deze play-offs was Excelsior te sterk, waardoor RKC was gedegradeerd uit de Eredivisie.

#### SC Cambuur
Op 16 juli 2014 werd bekendgemaakt dat De Ridder een contract voor één jaar had getekend bij SC Cambuur. Bij Cambuur maakte De Ridder zijn debuut op 14 september 2014, in de Eredivisie thuis tegen FC Groningen. De Ridder begon deze wedstrijd, die met 3-0 werd gewonnen, in de basis en werd in de 75e minuut vervangen door Sander van de Streek. Hij kwam tijdens het seizoen tot 21 wedstrijden, waarin hij twee keer scoorde. Omdat hij het seizoen voor een relatief lage vergoeding voetbalde en Cambuur geen verbeterd voorstel deed voor het volgende seizoen, vertrok De Ridder in 2015 bij de club.
Ondanks interesse uit binnen- en buitenland (Willem II, Excelsior, Gamba Osaka) begon hij het nieuwe seizoen zonder club. In oktober meldde hij zich bij AZ om daar bij de beloftes zijn conditie op peil te houden. In november vertrok hij naar Colorado, voor een proefperiode bij de Colorado Rapids, dat uitkomt in de MLS.

## Interlandcarrière
De Ridder had een belangrijk aandeel in het succes van Jong Oranje bij het Europees kampioenschap voetbal onder 21 - 2006. Na de eerste twee poulewedstrijden had Nederland nog maar één punt gehaald, en balanceerde het op de rand van uitschakeling. Aan de beslissende groepswedstrijd tegen regerend kampioen Italië begon hij op de bank. In de 72e minuut kwam hij in de ploeg en twee minuten later maakte hij het enige doelpunt van de wedstrijd, waardoor Jong Oranje toch de halve finale bereikte. In de finale tegen Oekraïne gaf hij vlak voor tijd de voorzet waaruit Nicky Hofs de 3-0 scoorde. Voor de eerste maal in de historie wist Jong Oranje het Europees kampioenschap onder 21 binnen te halen.
Eerder was er interesse hem op te nemen in het Israëlisch nationaal elftal, maar dit plan werd afgeketst door FIFA omdat hij voor Jong Oranje uitkwam.
In 2007 werd De Ridder weer opgeroepen door Jong Oranje coach Foppe de Haan om deel uit te maken van de selectie voor het Europees kampioenschap voetbal onder 21 - 2007. De Ridder nam deel aan de eerste groepswedstrijd tegen Israël (1-0-overwinning) en door de winst in de wedstrijd tegen Portugal (2-1) verzekerde Jong Oranje zich van een plaats in de halve finales en kwalificatie voor de Olympische Zomerspelen 2008. In de laatste groepswedstrijd tegen België (2-2) wist hij opnieuw een basisplaats te veroveren. Jong Oranje eindigde als eerste in de groep. In de halve finale tegen de leeftijdsgenoten van Engeland, die eindigde in 1-1, had hij, na zijn eerste gescoorde strafschop, in een zenuwslopende penaltyreeks de beslissende kunnen maken, maar de Engelse keeper, Scott Carson stopte zijn tweede pingel. Uiteindelijk won Jong Oranje wel en ging het door naar de finale. De Ridder speelde in deze finale een cruciale rol en zijn beste wedstrijd van het toernooi. Door zijn voorzet met buitenkant rechts kon Otman Bakkal de 1-0 binnenschieten. Kort daarna miste hij echter de kans om zelf 2-0 binnen te schieten. In de tweede helft counterde Nederland via de rechterflank en dankzij de voorzet van De Ridder kon Ryan Babel simpel de 2-0 binnenschieten. In de 87e minuut verzekerde Luigi Bruins de toernooiwinst van Nederland door een lage voorzet van De Ridder simpel binnen te tikken. Na het toernooi maakte De Ridder bekend op zoek te gaan naar een nieuwe club. Ajax deed pogingen om hem als buitenspeler terug te halen, De Ridder koos echter voor de Premier League in Engeland.

## Carrièrestatistieken
| Seizoen         | Club                     |                      | Competitie        | Competitie | Competitie | Beker | Beker | Internationaal | Internationaal | Overig | Overig | Totaal | Totaal |
| Seizoen         | Club                     | Wed.                 | Competitie        | Dlp.       | Wed.       | Dlp.  | Wed.  | Dlp.           | Wed.           | Dlp.   | Wed.   | Dlp.   |        |
| --------------- | ------------------------ | -------------------- | ----------------- | ---------- | ---------- | ----- | ----- | -------------- | -------------- | ------ | ------ | ------ | ------ |
| 2003/04         | Ajax                     | Vlag van Nederland   | Eredivisie        | 15         | 1          | 0     | 0     | 0              | 0              | —      | —      | 15     | 1      |
| 2004/05         | Ajax                     | Vlag van Nederland   | Eredivisie        | 15         | 2          | 0     | 0     | 5              | 1              | 0      | 0      | 20     | 3      |
| Club totaal     | Club totaal              | Club totaal          | Club totaal       | 30         | 3          | 0     | 0     | 5              | 1              | 0      | 0      | 35     | 4      |
| 2005/06         | Celta de Vigo            | Vlag van Spanje      | Primera División  | 17         | 1          | 1     | 0     | —              | —              | —      | —      | 18     | 1      |
| 2006/07         | Celta de Vigo            | Vlag van Spanje      | Primera División  | 3          | 0          | 0     | 0     | 2              | 0              | —      | —      | 5      | 0      |
| Club totaal     | Club totaal              | Club totaal          | Club totaal       | 20         | 1          | 1     | 0     | 2              | 0              | 0      | 0      | 23     | 1      |
| 2007/08         | Birmingham City          | Vlag van Engeland    | Premier League    | 10         | 0          | 2     | 0     | —              | —              | —      | —      | 12     | 0      |
| Club totaal     | Club totaal              | Club totaal          | Club totaal       | 10         | 0          | 2     | 0     | 0              | 0              | 0      | 0      | 12     | 0      |
| 2008/09         | Wigan Athletic           | Vlag van Engeland    | Premier League    | 18         | 0          | 4     | 0     | —              | —              | —      | —      | 22     | 0      |
| 2009/10         | Wigan Athletic           | Vlag van Engeland    | Premier League    | 0          | 0          | 0     | 0     | —              | —              | —      | —      | 0      | 0      |
| Club totaal     | Club totaal              | Club totaal          | Club totaal       | 18         | 0          | 4     | 0     | 0              | 0              | 0      | 0      | 22     | 0      |
| 2009/10         | → Hapoel Tel Aviv (huur) | Vlag van Israël      | Ligat Ha'Al       | 11         | 2          | 3     | 0     | 1              | 0              | —      | —      | 15     | 2      |
| Club totaal     | Club totaal              | Club totaal          | Club totaal       | 11         | 2          | 3     | 0     | 1              | 0              | 0      | 0      | 15     | 2      |
| 2010/11         | Wigan Athletic           | Vlag van Engeland    | Premier League    | 0          | 0          | 1     | 0     | —              | —              | —      | —      | 1      | 0      |
| Club totaal1    | Club totaal1             | Club totaal1         | Club totaal1      | 18         | 0          | 5     | 0     | 0              | 0              | 0      | 0      | 23     | 0      |
| 2011/12         | Grasshoppers             | Vlag van Zwitserland | Axpo Super League | 22         | 3          | 2     | 0     | —              | —              | —      | —      | 24     | 3      |
| Club totaal     | Club totaal              | Club totaal          | Club totaal       | 22         | 3          | 2     | 0     | 0              | 0              | 0      | 0      | 24     | 3      |
| 2012/13         | sc Heerenveen            | Vlag van Nederland   | Eredivisie        | 15         | 3          | 3     | 0     | 1              | 0              | 0      | 0      | 19     | 3      |
| Club totaal     | Club totaal              | Club totaal          | Club totaal       | 15         | 3          | 3     | 0     | 1              | 0              | 0      | 0      | 19     | 3      |
| 2013/14         | RKC Waalwijk             | Vlag van Nederland   | Eredivisie        | 10         | 2          | 0     | 0     | —              | —              | —      | —      | 10     | 2      |
| Club totaal     | Club totaal              | Club totaal          | Club totaal       | 10         | 2          | 0     | 0     | 0              | 0              | 0      | 0      | 10     | 2      |
| 2014/15         | SC Cambuur               | Vlag van Nederland   | Eredivisie        | 21         | 2          | 2     | 0     | —              | —              | —      | —      | 23     | 2      |
| Club totaal     | Club totaal              | Club totaal          | Club totaal       | 21         | 2          | 2     | 0     | 0              | 0              | 0      | 0      | 23     | 2      |
| Carrière totaal | Carrière totaal          | Carrière totaal      | Carrière totaal   | 157        | 16         | 18    | 0     | 9              | 1              | 0      | 0      | 184    | 17     |

1 N.B. Dit betreft een clubtotaal, dus een totaal van beide periodes bij Wigan Athletic.
Bijgewerkt op 15 juli 2015.

## Erelijst
Ajax
- Eredivisie: 2003/04
- Johan Cruijff Schaal: 2005

 Hapoel Tel Aviv
- Ligat Ha'Al: 2009/10
- Beker van Israël: 2009/10

 Nederland onder 21
- UEFA EK onder 21: 2006, 2007

## Trivia
- In het seizoen 2003/04 won De Ridder drie NOS Langs de Lijn-awards, waaronder die voor 'beste debutant van het seizoen'.
- De Ridder had van 2008 tot 2015 een relatie met Tatum Dagelet.[13]
- De Ridder had van 2017 tot 2023 een relatie met actrice Halina Reijn.
- Sinds 2018 studeert De Ridder rechten aan de Universiteit van Amsterdam.[14]